# Уткино (деревня, Ярославский район)
Уткино — деревня в Ярославском районе Ярославской области. Входит в состав Заволжского сельского поселения.

## География
Находится в восточной части Ярославской области на расстоянии примерно 17 километров (по прямой) к северо-востоку от города Ярославля и 900 м к югу от станции Уткино. Абсолютная высота — 138 метров над уровнем моря

## История
До 1870-х годов деревня входила в состав Полтевской волости Ярославского уезда Ярославской губернии, после её упразднения — в состав Путятинской волости. Относилась к приходу церкви села Полтево.

## Население
Численность населения: 95 человек в 9 дворах в 1859 году, 141 человек в 1914 году, 3 (русские 100 %) в 2002 году, 1 в 2010.